# Погреби (Прилуцький район)
Погреби́ — село в Україні, у Прилуцькому районі Чернігівської області. Населення становить 517 осіб. Входить до складу Сухополов'янської сільської громади.
Село постраждало внаслідок геноциду українського народу, проведеного урядом СССР 1932—1933 та 1946—1947.

## Історія
Входило до Яготинської сотні Переяславського полку, а з 1781 року до Прилуцького повіту Чернігівського намістництва
Найдавніше знаходження на мапах 1787 рік
У 1844 настоятелем місцевої церкви був відомий православний педагог Веніамін (Биковський), майбутній єпископ Чернігівський та Новгород-Сіверський (1882—1893).
У 1862 році у селі володарському  Погреби була церква та 326 дворів де жило 1758 осіб
У 1911 році у селі Погреби була Миколаївська церква, земська школа та жило 2549 осіб

## Населення

### Мова
Розподіл населення за рідною мовою за даними перепису 2001 року:
| Мова       | Кількість | Відсоток |
| ---------- | --------- | -------- |
| українська | 501       | 96.91%   |
| російська  | 10        | 1.93%    |
| румунська  | 6         | 1.16%    |
| Усього     | 517       | 100%     |

## Сучасність
У селі працює школа, ФАП.
У селі 17 листопада 2008 року з нагоди 75-их роковин відкрито пам'ятний знак жертвам комуністичного голодомору.